# Dolaplı
Dolaplı ist ein Ortsteil (Mahalle) im Landkreis Karataş der türkischen Provinz Adana mit 89 Einwohnern (Stand: Ende 2024). Im Jahr 2011 hatte der Ort 74 Einwohner.